# Fabri González
Fabriciano "Fabri" González Penelas (Santa Comba, Lugo, 25 de abril de 1955) es un exfutbolista y entrenador español de fútbol. Actualmente entrena al Viveiro CF, de la Tercera Federación.

## Trayectoria como jugador
Como jugador de fútbol, Fabri fue un extremo derecho con velocidad y en su trayectoria como jugador pasó por clubs como el Club Deportivo Lugo, Viveiro Club de Fútbol y Racing Club Villalbés, todos ellos de la provincia de Lugo, Galicia.

## Trayectoria como entrenador
Fabriciano González, "Fabri" es un entrenador con gran experiencia, ya ha dirigido a multitud de clubs en España e incluso en el extranjero.

### Inicios
Fabri empezó su carrera como técnico de la mano del Sociedad Gimnástica Comercial Estudiantes. De ahí pasó a Racing Club Villalbés, Club Deportivo Lugo, Club Polideportivo Villarrobledo, Club de Fútbol Sporting Mahonés y Club de Fútbol Gandía.

### AEC Manlleu
A finales de 1991, se hizo cargo de la Agrupació Esportiva i Cultural Manlleu.

### CP Mérida
Posteriormente, entre 1992 y 1994, dirigió al Club Polideportivo Mérida.

### CD Logroñés
Llegó a debutar como entrenador de Primera División con el Club Deportivo Logroñés a finales de 1994, aunque sólo permaneció tres semanas en el cargo, cosechando un empate y 2 derrotas en 3 partidos.

### Elche CF
Tras dos años de inactividad, se incorporó al Elche Club de Fútbol en 1996, siendo cesado antes de terminar el año.

### Gimnàstic de Tarragona
En 1997, fue contratado por el Club Gimnàstic de Tarragona, aunque sólo dirigió al conjunto grana durante 10 partidos oficiales.

### Real Murcia
Su siguiente destino fue el Real Murcia Club de Fútbol, una experiencia que también resultó ser muy breve.

### CD Lugo
Fabri también entrenó al Club Deportivo Lugo durante la primera mitad de la temporada 1999-2000, siendo su segunda etapa en el club.

### Etapa en Portugal
Posteriormente, entre los años 2000 y 2003, tomó el mando de tres equipos portugueses: Clube Esportivo Ovarense, Sporting Clube Campomaiorense y Futebol Clube do Marco.

### Real Avilés y Zamora
En 2003, Fabri regresó a España para dirigir al Real Avilés Industrial en la etapa final de la temporada 2002-03, y al Zamora en las 14 primeras jornadas de la temporada 2003-04.

### SD Huesca
A principios de 2005, fue contratado por la SD Huesca. Sin embargo, tras unas pocas semanas, se desvinculó del club para poder irse a la UD Almería.

### UD Almería
Así, en febrero de 2005, accedió al banquillo de la UD Almería, equipo al que dirigió en sólo 7 partidos oficiales.

### Burgos CF
En verano de 2005, llegó al Burgos Club de Fútbol. El equipo burgalés terminó 2º de su grupo, pero no pudo lograr el ascenso a Segunda División A, ya que fue eliminado por el Levante "B".

### Alavés
A principios de 2007, comenzó a dirigir al Deportivo Alavés, pero las injerencias del propietario del club Dmitry Piterman le empujaron a presentar la dimisión apenas dos meses después de su llegada.

### Mérida UD
En la temporada 2007-2008, estuvo al frente del Mérida Unión Deportiva por segunda vez, hasta que fue cesado en abril de 2008 como consecuencia de dos derrotas consecutivas que le hicieron caer de las posiciones de ascenso.

### FC Cartagena
Durante la primera parte de la temporada 2008-2009, llevó las riendas del Fútbol Club Cartagena, de Segunda División "B". Fue despedido el 2 de febrero de 2009 por su mala relación con la plantilla, pese a que el equipo marchaba segundo en su grupo.

### Granada CF
El 22 de marzo de 2010, Fabri comenzó a entrenar al Granada C.F., con el que ascendió a Segunda División el 23 de mayo de 2010, además de conseguir el título de campeón de grupo y campeón absoluto de 2ªB con el club nazarí. Tras ese éxito, fue renovado para dirigir al Granada C.F. en su andadura por la Segunda División de España. El equipo andaluz finalizó quinto la Liga regular y consiguió salir victorioso del play-off de ascenso a Primera División tras eliminar al Celta de Vigo y al Elche CF. El Granada de Fabri lograba así dos ascensos consecutivos, pasando en sólo dos años de Segunda B a Primera División.
El 30 de junio de 2011, Fabri fue renovado para dirigir al Granada C.F. en Primera. Sin embargo, fue cesado el 22 de enero de 2012, tras sumar 19 puntos en la primera vuelta de la Liga 2011/2012.

### SD Huesca
El 16 de junio de 2012, se anunció su fichaje por la Sociedad Deportiva Huesca, en lo que iba a ser su segunda etapa en el conjunto aragonés. Sin embargo, dimitió del cargo poco antes del comienzo de la temporada alegando problemas personales.

### Racing de Santander
Apenas unos días después, el 13 de agosto de 2012, Fabri llegó al Real Racing Club de Santander, siendo nombrado nuevo técnico del conjunto cántabro tras la destitución de Juan Carlos Unzué. Los resultados no fueron los esperados y el técnico gallego se desvinculó del club en diciembre de 2012.

### Panathinaikos
En enero de 2013 se incorporó al P.A.E. Panathinaikos griego, pero abandonó el club heleno el 31 de marzo.

### SD Ponferradina
El 17 de febrero de 2016, firmó como entrenador de la SD Ponferradina de la Segunda División. El 26 de abril de 2016, fue destituido como técnico del conjunto berciano, tras encajar tres derrotas consecutivas.

### Club Petrolero
En marzo de 2017, "Fabri" afrontó una nueva experiencia en el exterior firmando por el Club Petrolero de la Primera División de la Liga Profesional de Fútbol Boliviano, siendo el reemplazante de Milton Maygua en el penúltimo clasificado del campeonato boliviano.
El 23 de mayo de 2017 dejó de ser el entrenador de Club Petrolero, al que sólo dirigió en 7 partidos.

### Lorca F. C.
El 27 de diciembre de 2017, se comprometió con el Lorca F. C. hasta el final de la temporada para intentar salvar al conjunto lorquino del descenso a Segunda B, ya que a su llegada ocupaba la penúltima posición de la tabla, un objetivo que no logró alcanzar.

### FK Karpaty Lviv
En enero de 2019, fue nombrado entrenador del FK Karpaty Lviv de la Liga Premier de Ucrania. El 27 de mayo de 2019, presentó su dimisión por motivos de salud tras 14 encuentros en los que cosechó un balance de tres victorias, cuatro empates y siete derrotas.

## Clubs como entrenador
| Club                                      | País     | Años      | P  | PG | PE | PP | % v.  |
| ----------------------------------------- | -------- | --------- | -- | -- | -- | -- | ----- |
| Sociedad Gimnástica Comercial Estudiantes | España   |           |    |    |    |    |       |
| Racing Club Villalbés                     | España   |           |    |    |    |    |       |
| Club Deportivo Lugo                       | España   | 1987-1988 |    |    |    |    |       |
| Club Polideportivo Villarrobledo          | España   | 1988-1989 |    |    |    |    |       |
| Club de Fútbol Sporting Mahonés           | España   | 1989-1990 |    |    |    |    |       |
| Club de Fútbol Gandía                     | España   | 1990-1991 |    |    |    |    |       |
| Agrupació Esportiva i Cultural Manlleu    | España   | 1991-1992 |    |    |    |    |       |
| Club Polideportivo Mérida                 | España   | 1992-1994 | 59 | 19 | 21 | 19 | 32.2  |
| Club Deportivo Logroñés                   | España   | 1994      | 3  | 0  | 1  | 2  | 0     |
| Elche Club de Fútbol                      | España   | 1996      | 16 | 8  | 4  | 4  | 50    |
| Club Gimnàstic de Tarragona               | España   | 1997      | 10 | 2  | 2  | 6  | 20    |
| Real Murcia Club de Fútbol                | España   | 1998      | 12 | 4  | 5  | 3  | 33.33 |
| Club Deportivo Lugo                       | España   | 1999-2000 | 20 | 4  | 8  | 8  | 20    |
| Clube Esportivo Ovarense                  | Portugal | 2000-2001 |    |    |    |    |       |
| Sporting Clube Campomaiorense             | Portugal | 2001-2002 |    |    |    |    |       |
| Futebol Clube do Marco                    | Portugal | 2003      |    |    |    |    |       |
| Real Avilés Industrial Club de Fútbol     | España   | 2003      | 16 | 5  | 8  | 3  | 31.25 |
| Zamora Club de Fútbol                     | España   | 2003      | 17 | 7  | 3  | 7  | 41.18 |
| Sociedad Deportiva Huesca                 | España   | 2005      | 6  | 1  | 4  | 1  | 16.67 |
| Unión Deportiva Almería                   | España   | 2005      | 7  | 1  | 2  | 4  | 14.29 |
| Burgos Club de Fútbol                     | España   | 2005-2006 | 43 | 19 | 13 | 11 | 44.19 |
| Deportivo Alavés                          | España   | 2007      | 9  | 4  | 1  | 4  | 44.44 |
| Mérida Unión Deportiva                    | España   | 2007-2008 | 32 | 15 | 16 | 11 | 46.88 |
| Fútbol Club Cartagena                     | España   | 2008-2009 | 23 | 12 | 8  | 3  | 52.17 |
| Granada Club de Fútbol                    | España   | 2010-2012 | 81 | 34 | 24 | 23 | 41.98 |
| Sociedad Deportiva Huesca                 | España   | 2012      | 0  | 0  | 0  | 0  | 0     |
| Real Racing Club de Santander             | España   | 2012      | 19 | 4  | 5  | 10 | 21.05 |
| P.A.E. Panathinaikos                      | Grecia   | 2013      | 13 | 5  | 3  | 5  | 38.46 |
| Sociedad Deportiva Ponferradina           | España   | 2016      | 10 | 3  | 1  | 6  | 30    |
| Club Petrolero                            | Bolivia  | 2017      | 7  | 1  | 2  | 4  | 14.29 |
| Lorca Fútbol Club                         | España   | 2017-2018 | 24 | 5  | 5  | 14 | 20.83 |
| FK Karpaty Lviv                           | Ucrania  | 2019      | 14 | 3  | 4  | 7  | 21.43 |

## Actividad docente
Colaborador de la Escuela Castellano-Manchega de Entrenadores durante el año 1989.
Profesor de Táctica y Técnica de la Escuela Balear de Entrenadores en el año 1990.
Actualmente ejerce como Profesor Titular de la Escuela Gallega de Entrenadores en la especialidad de Táctica. 